# Niwy (województwo zachodniopomorskie)
Niwy – osada w Polsce położona w województwie zachodniopomorskim, w powiecie gryfickim, w gminie Karnice.
W latach 1975–1998 miejscowość administracyjnie należała do województwa szczecińskiego.